# Viviparus angularis
Viviparus angularis е вид охлюв от семейство Viviparidae.

## Разпространение
Видът е разпространен в Провинции в КНР, Тайван и Филипини.